# チカーノ・ナショナリズム
チカーノ・ナショナリズム（Chicano nationalism）とはチカーノの民族派のイデオロギーである。1960年代と1970年代にはチカーノ運動の民族主義的な様相があったが、この運動はナショナリズムよりむしろ公民権と政治的社会的一体性を重視する傾向にあった。このため、チカーノ・ナショナリズムは政治運動としてよりもイデオロギーとしてよく記述されている。

## 背景
メキシコ系アメリカ人は、アメリカ合衆国との併合以前にアメリカ合衆国南西部に居住していた歴史を持ち、南北戦争以来すべてのアメリカの戦争に従軍し、南西部の文化と経済に貢献したにもかかわらず、差別、人種分離、暴力にまでも直面し続けた。
メキシコ系アメリカ人に対する差別は1950年代、1960年代になっても続いていた。多くの団体、企業、ホームオーナーズ・アソシエーションは、メキシコ系アメリカ人を除外する公式の方針を持っていた。アメリカ南西部の多くの地域では、法律や不動産会社の方針が原因で、メキシコ系アメリカ人達は隔離された居住区に住んでいた。レッドライニングとして知られるこれらの法律や方針はれっきとした人種分離の考えに値するが、1950年代まで続いていた。
その他の多くの場合でも、メキシコ人を白人社会から締め出すべきだという社会理念が一般的であった。例えば1960年代に入ってしばらく経ってからでさえ、まだ南西部のあちこちで「犬とメキシコ人お断り」という看板が小さな店舗や公共プールなどによく掲げられていた。
メキシコ系アメリカ人コミュニティのメンバーには、白人との同化は可能か、ましてや同化は望ましいことか、という疑問を持ち始める者がいた。それと同時に、とくに窮状にあえぐ農場労働者の若者の間で、民族意識と団結意識が強まっていった。また一部のメキシコ系アメリカ人は、民族の誇りの象徴として自身を「チカーノ」と呼び始め、民族の歴史を見いだし、公立学校で学んだ事を批判的に分析し始めた。この新しいアイデンティティと歴史感覚を持ったチカーノ運動の初期の主唱者らは、自らを民族自決権利を与えられた植民地の人間だと考え始めた。主唱者の一部には、アメリカ合衆国政府がグアダルーペ・イダルゴ条約によって合意された約束を守っていないという認識があり、ナショナリズムという形を受け入れた。

## 引用
チカーノ・ナショナリズムの概念が、恐らくもっとも明言されたのは1968年のエスピリチュアル・デ・アストラン（アストランの精神）計画で、これは一般的にはチカーノ運動のマニフェストと考えられている。
「エル・エスピリチュアル・デ・アストラン計画では、チカーノ（彼らの自称: La Raza de Bronze ブロンズ人種）たちは、ナショナリズムを大衆運動と組織の鍵あるいは共通項として使わねばならないとするテーマを設けている。我々がアストラン計画の考えと哲学にすべてを委ねるならば、社会的・経済的・文化的・政治的独立が、抑圧・搾取・人種差別からの完全な解放への唯一の道であるという結論に至る。だから我々の争いは、バリオ（居住区）・カンポ（草原）・プエブロ（集落）・土地・経済・文化・政治生命の支配のためでなければならない。この計画は、チカーノ社会のすべての階層 - バリオ、カンポ、ランチェロ（農場）、作家、教師、労働者、専門家 - をラ・カウサ（その大義）に捧げるものである。」

## 作用と基盤
チカーノ・ナショナリズムによって、チカーノらは自身の表現で自らをグループとして定義し、そのグループの運命を決めようとした。彼らはアステカの創造神話の「北にある場所」を意味するアストランにルーツを求めた。アステカはメキシコの占領と歴史の中心にあるため、アストランという言葉を使うことは、脱植民地化の過程の一つに民族遺産の再生という新たな側面を加えることになった。
チカーノ・ナショナリズム感情は米国とメキシコの地理的な近接性によって強化された。チカーノは「アストラン」という言葉を、メキシコ割譲地内の領地に対して使った。この土地は1493年にアレクサンデル6世の大勅書インテル・カエテラによってスペインに「譲与」され、1821年にメキシコ帝国が（かつての）スペイン領植民地であるとして所有を主張し（この主張は1822年にスペインに否定された）、そして1824年メキシコ憲法によって「直轄地」（territorio）として主張され、最終的には1848年のグアダルーペ・イダルゴ条約の結果アメリカ合衆国に割譲されたものである（既にメキシコシティにあった政府から独立を宣言して独立領地となっていたテキサスも含んでいたが）。 
チカーノ活動家は、ナショナリズム・イデオロギーへの傾倒を用いて、チカーノ団結をおびやかす個々の違いを無くそうとした。メキシコ系アメリカ人には地域・言語・年齢・文化・人種・性の差があったが、それらすべての差は民族全員に共通するチカーノ運動への献身に替えられた。その一方で、これらの個人差や、非ヒスパニック白人との結婚率が高いことは、大部分のメキシコ系アメリカ人がチカーノ・ナショナリズム主義を自分とは関係ないと考える大きな要因となっている。

## 主なチカーノ運動
1960年代から1970年代がチカーノ運動の全盛期であり、メキシコ系以外の公民権運動や市民運動とも連携し、メキシコ系アメリカ人の生活改善や文化の復権のために尽力した。以下に挙げるチカーノ運動を担った組織は結果的には衰退したが、チカーノ運動が政治運動から文化運動に移行した後も、その恩恵を与え続けた。
統一農業労働者組合指導者はセサル・チャベス。1960年代にカリフォルニア州で農場労働者を組織化しストライキを指導していたチャベスの組織と、フィリピン系労働者組織が合併し1965年に結成された。しかし、文化的差異による内紛から共闘関係は解消され、1970年代前半に衰退していった。20世紀末の組合員は公称2万5000人。
「正義のための運動」指導者はロドルフォ・"コーキー"・ゴンザレス。1966年にコロラド州デンバーで不法な人種差別に抵抗する組織として成立。「アストランの精神的計画」宣言や教育活動を通じて若者のメキシコ文化への目覚めを促した。他のチカーノ運動との連携を試みるも不成功に終わり、1970年代末に衰退した。
授与地連邦同盟指導者はライエス・ロペス・ティヘリナ。ニューメキシコ州でグアダルーペ・イダルゴ条約の不履行に対して不満を持つスペイン系住民の市民運動が発展し1963年に結成された。チャマ授与地の返還を要求したデモ行進や集会を行い、州警察と衝突した事件がテレビで報道され有名となる。他の公民権運動と連携し活発に活動したが、1969年から運動は下火になった。
統一民族党指導者はホセ・アンヘル・グティエレス。メキシコ系への偏見の強いテキサス州で、アメリカの政治システムの中からチカーノの生活向上と差別の排除を目的としてグティエレスが1969年に結成した政党。地方自治体や教育委員会にチカーノの代表を送り込む活動や、差別的企業のボイコット運動を行ったが、内紛や民主党などの圧力により1979年以降は衰退した。